# Островський Андрій Миколайович
Андрі́й Микола́йович Остро́вський (біл. Андрэй Мікалаявіч Астроўскі, нар. 13 вересня 1973, Пінськ, Білоруська РСР) — колишній білоруський футболіст, захисник. Нині тренер.

### Кар'єра
Перший професійний контракт Андрій підписав у 16 років з брестським «Динамо» і вже на другий рік свого перебування в команді став одним з основних захисників клубу. Його помітили тренери найсильнішого клубу країни, мінського «Динамо». Зумівши витримати сильну конкуренцію в оборонні клубу, Островський на кілька років став основним захисником команди, та 1994 року йому прийшло запрошення з національної збірної Білорусі. Незабаром Островському прийшла пропозиція з московського «Динамо», де в перший же сезон він разом з командою виграв бронзу чемпіонату Росії. Відігравши три сезони в «Динамо», Андрій переїхав до Ізраїлю, в якому за два роки перебування виграв два титули чемпіона країни разом з «Маккабі» з міста Хайфа. У 2002 році йому надійшла пропозиція від київського «Арсеналу», в якому він відіграв три сезони, з невеликою перервою, коли на початку 2004 року спробував знову повернутися до російської футбольної першості, підписавши контракт з клубом «Москва» з однойменного міста. Але там справи не склалися, і він повернувся назад до «Арсеналу». Останнім клубом кар'єрі Островського став одеський «Чорноморець». У 34 роки Андрій був змушений завершити кар'єру через травму тазостегнового суглоба, яку він так і не зміг вилікувати. Прощальний матч відбувся 7 жовтня 2007 року в його рідному Пінську між місцевою командою «Волна» та командою «Друзів Островського».

## Досягнення
- Чемпіон Ізраїлю: 2000–2001; 2001–2002.
- Чемпіон Білорусі: 1992–1993; 1993–1994; 1994–1995; 1995
- Володар Кубка Білорусі: 1993–1994
- Бронзовий призер чемпіонату Росії: 1997
- Бронзовий призер чемпіонату України: 2005–2006